# Montgomery (Géorgie)
Pour les articles homonymes, voir Montgomery.
Montgomery est une census-designated place située dans le comté de Chatham, dans l’État de Géorgie, aux États-Unis. Lors du recensement de 2020, elle comptait 4 443 habitants.